# Paris-Nice de 2016
A 74.ª edição da competição de ciclismo Paris-Nice disputou-se na França entre 6 e 13 de março de 2016.
Dispôs de sete etapas para um percurso total de 1290,1 quilómetros.
A corrida fez parte do UCI WorldTour de 2016, calendário ciclístico de máximo nível mundial, sendo a segunda corrida de dito circuito.
A corrida foi vencida pelo corredor britânico Geraint Thomas da equipa Team Sky, em segundo lugar Alberto Contador (Tinkoff) e em terceiro lugar Richie Porte (BMC Racing Team).

## Equipas participantes
Tomaram parte na corrida 22 equipas: as 18 de categoria UCI ProTeam, mais os 4 equipas francesas de categoria Profissional Continental mediante convite da organização (Direct Énergie, Cofidis, Solutions Crédits, Fortuneo-Vital Concept e Delko Marseille Provence KTM). Formando assim um pelotão de 175 ciclistas, de 8 corredores a cada equipa (exceto o Lotto Soudal que saiu com 7), dos que acabaram 131. As equipas participantes foram:
| Equipes WorldTeam (18)- AG2R La Mondiale - Astana - BMC Racing Team - Cannondale - Dimension Data - Etixx-Quick Step - FDJ - Giant-Alpecin - IAM Cycling - Katusha - Lampre-Merida - Lotto NL-Jumbo - Lotto-Soudal - Movistar Team - Orica-GreenEDGE - Sky - Tinkoff - Trek-Segafredo Equipes profissionais Continentais (4)- Cofidis, Solutions Crédits - Delko-Marseille Provence-KTM - Direct Énergie - Fortuneo-Vital Concept |
| |

## Etapas
| Etapa   | Data    | Percurso                                            | type            | Distância (km) | Vencedor              | Líder geral      |
| ------- | ------- | --------------------------------------------------- | --------------- | -------------- | --------------------- | ---------------- |
| Prólogo | 6 mar.  | Conflans-Sainte-Honorine – Conflans-Sainte-Honorine | prólogo         | 6,1            | Michael Matthews      | Michael Matthews |
| 1       | 7 mar.  | Condé-sur-Vesgre – Vendôme                          | etapa plana     | 198            | Arnaud Démare         | Michael Matthews |
| 2       | 8 mar.  | Contres – Commentry                                 | etapa plana     | 213,5          | Michael Matthews      | Michael Matthews |
| 3       | 9 mar.  | Cusset – Mount Brouilly                             | etapa escarpada | 168            | cancelamento da etapa | Michael Matthews |
| 4       | 10 mar. | Juliénas – Romans-sur-Isère                         | etapa plana     | 195,5          | Nacer Bouhanni        | Michael Matthews |
| 5       | 11 mar. | Saint-Paul-Trois-Châteaux – Salon-de-Provence       | média montanha  | 198            | Alexey Lutsenko       | Michael Matthews |
| 6       | 12 mar. | Nice – Sanctuaire de la Madone d'Utelle             | alta montanha   | 177            | Ilnur Zakarin         | Geraint Thomas   |
| 7       | 13 mar. | Nice – Nice                                         | média montanha  | 134            | Tim Wellens           | Geraint Thomas   |

## Desenvolvimento da corrida

### Prólogo
| Conflans-Sainte-Honorine - Conflans-Sainte-Honorine | prólogo | (6,1 km) |

| \| Classificação por etapas \| Classificação por etapas \| Classificação por etapas \| Classificação por etapas \| Classificação por etapas \| \| Ciclista \| Ciclista \| Equipe \| Tempo \| \| \| ------------------------ \| ------------------------ \| ------------------------ \| ------------------------ \| ------------------------ \| \| 1. \| Michael Matthews \| Orica-GreenEDGE \| 7m30s \| \| \| 2. \| Tom Dumoulin \| Giant-Alpecin \| + 1s \| \| \| 3. \| Patrick Bevin \| Cannondale \| + 2s \| \| \| 4. \| Jesús Herrada \| Movistar Team \| + 6s \| \| \| 5. \| Ion Izagirre \| Movistar Team \| + 6s \| \| \| 6. \| Lieuwe Westra \| Astana \| + 7s \| \| \| 7. \| Geraint Thomas \| Team Sky \| + 7s \| \| \| 8. \| Dries Devenyns \| IAM Cycling \| + 8s \| \| \| 9. \| Sylvain Chavanel \| Direct Énergie \| + 9s \| \| \| 10. \| Jérôme Coppel \| IAM Cycling \| + 9s \| \| |                  |                 |       |
| |                  |                 |       |
| Fonte: ProCyclingStats |                  |                 |       |
| Classificação por etapas |                  |                 |       |
| Ciclista | Ciclista         | Equipe          | Tempo |
| 1. | Michael Matthews | Orica-GreenEDGE | 7m30s |
| 2. | Tom Dumoulin     | Giant-Alpecin   | + 1s  |
| 3. | Patrick Bevin    | Cannondale      | + 2s  |
| 4. | Jesús Herrada    | Movistar Team   | + 6s  |
| 5. | Ion Izagirre     | Movistar Team   | + 6s  |
| 6. | Lieuwe Westra    | Astana          | + 7s  |
| 7. | Geraint Thomas   | Team Sky        | + 7s  |
| 8. | Dries Devenyns   | IAM Cycling     | + 8s  |
| 9. | Sylvain Chavanel | Direct Énergie  | + 9s  |
| 10. | Jérôme Coppel    | IAM Cycling     | + 9s  |

| \| Classificação geral \| Classificação geral \| Classificação geral \| Classificação geral \| Classificação geral \| \| Ciclista \| Ciclista \| Equipe \| Tempo \| \| \| ------------------- \| ------------------- \| ------------------- \| ------------------- \| ------------------- \| \| 1. \| Michael Matthews \| Orica-GreenEDGE \| 7m30s \| \| \| 2. \| Tom Dumoulin \| Giant-Alpecin \| + 1s \| \| \| 3. \| Patrick Bevin \| Cannondale \| + 2s \| \| \| 4. \| Jesús Herrada \| Movistar Team \| + 6s \| \| \| 5. \| Ion Izagirre \| Movistar Team \| + 6s \| \| \| 6. \| Lieuwe Westra \| Astana \| + 7s \| \| \| 7. \| Geraint Thomas \| Team Sky \| + 7s \| \| \| 8. \| Dries Devenyns \| IAM Cycling \| + 8s \| \| \| 9. \| Sylvain Chavanel \| Direct Énergie \| + 9s \| \| \| 10. \| Jérôme Coppel \| IAM Cycling \| + 9s \| \| |                  |                 |       |
| |                  |                 |       |
| Fonte: ProCyclingStats |                  |                 |       |
| Classificação geral |                  |                 |       |
| Ciclista | Ciclista         | Equipe          | Tempo |
| 1. | Michael Matthews | Orica-GreenEDGE | 7m30s |
| 2. | Tom Dumoulin     | Giant-Alpecin   | + 1s  |
| 3. | Patrick Bevin    | Cannondale      | + 2s  |
| 4. | Jesús Herrada    | Movistar Team   | + 6s  |
| 5. | Ion Izagirre     | Movistar Team   | + 6s  |
| 6. | Lieuwe Westra    | Astana          | + 7s  |
| 7. | Geraint Thomas   | Team Sky        | + 7s  |
| 8. | Dries Devenyns   | IAM Cycling     | + 8s  |
| 9. | Sylvain Chavanel | Direct Énergie  | + 9s  |
| 10. | Jérôme Coppel    | IAM Cycling     | + 9s  |

### Etapa 1
| Condé-sur-Vesgre - Vendôme | etapa plana | (198 km) |

| \| Classificação por etapas \| Classificação por etapas \| Classificação por etapas \| Classificação por etapas \| Classificação por etapas \| \| Ciclista \| Ciclista \| Equipe \| Tempo \| \| \| ------------------------ \| ------------------------ \| -------------------------- \| ------------------------ \| ------------------------ \| \| 1. \| Arnaud Démare \| FDJ \| 4h29m53s \| \| \| 2. \| Ben Swift \| Team Sky \| + 0s \| \| \| 3. \| Nacer Bouhanni \| Cofidis, Solutions Crédits \| + 0s \| \| \| 4. \| Adrien Petit \| Direct Énergie \| + 0s \| \| \| 5. \| Michael Matthews \| Orica-GreenEDGE \| + 0s \| \| \| 6. \| Tom Boonen \| Etixx-Quick Step \| + 0s \| \| \| 7. \| Sep Vanmarcke \| LottoNL-Jumbo \| + 0s \| \| \| 8. \| Simon Geschke \| Giant-Alpecin \| + 0s \| \| \| 9. \| Jonas Van Genechten \| IAM Cycling \| + 0s \| \| \| 10. \| Geraint Thomas \| Team Sky \| + 0s \| \| |                     |                            |          |
| |                     |                            |          |
| Fonte: ProCyclingStats |                     |                            |          |
| Classificação por etapas |                     |                            |          |
| Ciclista | Ciclista            | Equipe                     | Tempo    |
| 1. | Arnaud Démare       | FDJ                        | 4h29m53s |
| 2. | Ben Swift           | Team Sky                   | + 0s     |
| 3. | Nacer Bouhanni      | Cofidis, Solutions Crédits | + 0s     |
| 4. | Adrien Petit        | Direct Énergie             | + 0s     |
| 5. | Michael Matthews    | Orica-GreenEDGE            | + 0s     |
| 6. | Tom Boonen          | Etixx-Quick Step           | + 0s     |
| 7. | Sep Vanmarcke       | LottoNL-Jumbo              | + 0s     |
| 8. | Simon Geschke       | Giant-Alpecin              | + 0s     |
| 9. | Jonas Van Genechten | IAM Cycling                | + 0s     |
| 10. | Geraint Thomas      | Team Sky                   | + 0s     |

| \| Classificação geral \| Classificação geral \| Classificação geral \| Classificação geral \| Classificação geral \| \| Ciclista \| Ciclista \| Equipe \| Tempo \| \| \| ------------------- \| ------------------- \| ------------------- \| ------------------- \| ------------------- \| \| 1. \| Michael Matthews \| Orica-GreenEDGE \| 4h37m30s \| \| \| 2. \| Tom Dumoulin \| Giant-Alpecin \| + 3s \| \| \| 3. \| Patrick Bevin \| Cannondale \| + 4s \| \| \| 4. \| Ion Izagirre \| Movistar Team \| + 8s \| \| \| 5. \| Geraint Thomas \| Team Sky \| + 8s \| \| \| 6. \| Lieuwe Westra \| Astana \| + 9s \| \| \| 7. \| Dries Devenyns \| IAM Cycling \| + 10s \| \| \| 8. \| Richie Porte \| BMC Racing Team \| + 12s \| \| \| 9. \| Arnaud Démare \| FDJ \| + 14s \| \| \| 10. \| Wilco Kelderman \| LottoNL-Jumbo \| + 15s \| \| |                  |                 |          |
| |                  |                 |          |
| Fonte: ProCyclingStats |                  |                 |          |
| Classificação geral |                  |                 |          |
| Ciclista | Ciclista         | Equipe          | Tempo    |
| 1. | Michael Matthews | Orica-GreenEDGE | 4h37m30s |
| 2. | Tom Dumoulin     | Giant-Alpecin   | + 3s     |
| 3. | Patrick Bevin    | Cannondale      | + 4s     |
| 4. | Ion Izagirre     | Movistar Team   | + 8s     |
| 5. | Geraint Thomas   | Team Sky        | + 8s     |
| 6. | Lieuwe Westra    | Astana          | + 9s     |
| 7. | Dries Devenyns   | IAM Cycling     | + 10s    |
| 8. | Richie Porte     | BMC Racing Team | + 12s    |
| 9. | Arnaud Démare    | FDJ             | + 14s    |
| 10. | Wilco Kelderman  | LottoNL-Jumbo   | + 15s    |

### Etapa 2
| Contres - Commentry | etapa plana | (213,5 km) |

| \| Classificação por etapas \| Classificação por etapas \| Classificação por etapas \| Classificação por etapas \| Classificação por etapas \| \| Ciclista \| Ciclista \| Equipe \| Tempo \| \| \| ------------------------ \| ------------------------ \| -------------------------- \| ------------------------ \| ------------------------ \| \| 1. \| Michael Matthews \| Orica-GreenEDGE \| 5h04m26s \| \| \| 2. \| Niccolò Bonifazio \| Trek-Segafredo \| + 0s \| \| \| 3. \| Nacer Bouhanni \| Cofidis, Solutions Crédits \| + 0s \| \| \| 4. \| Alexander Kristoff \| Katusha \| + 1s \| \| \| 5. \| Arnaud Démare \| FDJ \| + 1s \| \| \| 6. \| Ben Swift \| Team Sky \| + 1s \| \| \| 7. \| André Greipel \| Lotto-Soudal \| + 1s \| \| \| 8. \| Wouter Wippert \| Cannondale \| + 1s \| \| \| 9. \| Adrien Petit \| Direct Énergie \| + 1s \| \| \| 10. \| Jonas Van Genechten \| IAM Cycling \| + 1s \| \| |                     |                            |          |
| |                     |                            |          |
| Fonte: ProCyclingStats |                     |                            |          |
| Classificação por etapas |                     |                            |          |
| Ciclista | Ciclista            | Equipe                     | Tempo    |
| 1. | Michael Matthews    | Orica-GreenEDGE            | 5h04m26s |
| 2. | Niccolò Bonifazio   | Trek-Segafredo             | + 0s     |
| 3. | Nacer Bouhanni      | Cofidis, Solutions Crédits | + 0s     |
| 4. | Alexander Kristoff  | Katusha                    | + 1s     |
| 5. | Arnaud Démare       | FDJ                        | + 1s     |
| 6. | Ben Swift           | Team Sky                   | + 1s     |
| 7. | André Greipel       | Lotto-Soudal               | + 1s     |
| 8. | Wouter Wippert      | Cannondale                 | + 1s     |
| 9. | Adrien Petit        | Direct Énergie             | + 1s     |
| 10. | Jonas Van Genechten | IAM Cycling                | + 1s     |

| \| Classificação geral \| Classificação geral \| Classificação geral \| Classificação geral \| Classificação geral \| \| Ciclista \| Ciclista \| Equipe \| Tempo \| \| \| ------------------- \| ------------------- \| ------------------- \| ------------------- \| ------------------- \| \| 1. \| Michael Matthews \| Orica-GreenEDGE \| 9h41m46s \| \| \| 2. \| Tom Dumoulin \| Giant-Alpecin \| + 14s \| \| \| 3. \| Patrick Bevin \| Cannondale \| + 19s \| \| \| 4. \| Ion Izagirre \| Movistar Team \| + 19s \| \| \| 5. \| Geraint Thomas \| Team Sky \| + 19s \| \| \| 6. \| Lieuwe Westra \| Astana \| + 24s \| \| \| 7. \| Dries Devenyns \| IAM Cycling \| + 25s \| \| \| 8. \| Arnaud Démare \| FDJ \| + 25s \| \| \| 9. \| Rafał Majka \| Tinkoff \| + 27s \| \| \| 10. \| Richie Porte \| BMC Racing Team \| + 27s \| \| |                  |                 |          |
| |                  |                 |          |
| Fonte: ProCyclingStats |                  |                 |          |
| Classificação geral |                  |                 |          |
| Ciclista | Ciclista         | Equipe          | Tempo    |
| 1. | Michael Matthews | Orica-GreenEDGE | 9h41m46s |
| 2. | Tom Dumoulin     | Giant-Alpecin   | + 14s    |
| 3. | Patrick Bevin    | Cannondale      | + 19s    |
| 4. | Ion Izagirre     | Movistar Team   | + 19s    |
| 5. | Geraint Thomas   | Team Sky        | + 19s    |
| 6. | Lieuwe Westra    | Astana          | + 24s    |
| 7. | Dries Devenyns   | IAM Cycling     | + 25s    |
| 8. | Arnaud Démare    | FDJ             | + 25s    |
| 9. | Rafał Majka      | Tinkoff         | + 27s    |
| 10. | Richie Porte     | BMC Racing Team | + 27s    |

### Etapa 3
| Cusset - Mount Brouilly | etapa escarpada | (168 km) |

A 3.ª etapa foi cancelada como a neve obrigou aos organizadores a deter a corrida no quilómetro 93.

### Etapa 4
| Juliénas - Romans-sur-Isère | etapa plana | (195,5 km) |

| \| Classificação por etapas \| Classificação por etapas \| Classificação por etapas \| Classificação por etapas \| Classificação por etapas \| \| Ciclista \| Ciclista \| Equipe \| Tempo \| \| \| ------------------------ \| ------------------------ \| -------------------------- \| ------------------------ \| ------------------------ \| \| 1. \| Nacer Bouhanni \| Cofidis, Solutions Crédits \| 4h42m20s \| \| \| 2. \| Edward Theuns \| Trek-Segafredo \| + 0s \| \| \| 3. \| André Greipel \| Lotto-Soudal \| + 0s \| \| \| 4. \| Alexander Kristoff \| Katusha \| + 0s \| \| \| 5. \| Michael Matthews \| Orica-GreenEDGE \| + 0s \| \| \| 6. \| Ben Swift \| Team Sky \| + 0s \| \| \| 7. \| Nikolas Maes \| Etixx-Quick Step \| + 0s \| \| \| 8. \| Tony Gallopin \| Lotto-Soudal \| + 0s \| \| \| 9. \| Youcef Reguigui \| Dimension Data \| + 0s \| \| \| 10. \| Roy Curvers \| Giant-Alpecin \| + 0s \| \| |                    |                            |          |
| |                    |                            |          |
| Fonte: ProCyclingStats |                    |                            |          |
| Classificação por etapas |                    |                            |          |
| Ciclista | Ciclista           | Equipe                     | Tempo    |
| 1. | Nacer Bouhanni     | Cofidis, Solutions Crédits | 4h42m20s |
| 2. | Edward Theuns      | Trek-Segafredo             | + 0s     |
| 3. | André Greipel      | Lotto-Soudal               | + 0s     |
| 4. | Alexander Kristoff | Katusha                    | + 0s     |
| 5. | Michael Matthews   | Orica-GreenEDGE            | + 0s     |
| 6. | Ben Swift          | Team Sky                   | + 0s     |
| 7. | Nikolas Maes       | Etixx-Quick Step           | + 0s     |
| 8. | Tony Gallopin      | Lotto-Soudal               | + 0s     |
| 9. | Youcef Reguigui    | Dimension Data             | + 0s     |
| 10. | Roy Curvers        | Giant-Alpecin              | + 0s     |

| \| Classificação geral \| Classificação geral \| Classificação geral \| Classificação geral \| Classificação geral \| \| Ciclista \| Ciclista \| Equipe \| Tempo \| \| \| ------------------- \| ------------------- \| ------------------- \| ------------------- \| ------------------- \| \| 1. \| Michael Matthews \| Orica-GreenEDGE \| 14h24m15s \| \| \| 2. \| Tom Dumoulin \| Giant-Alpecin \| + 14s \| \| \| 3. \| Patrick Bevin \| Cannondale \| + 19s \| \| \| 4. \| Ion Izagirre \| Movistar Team \| + 19s \| \| \| 5. \| Geraint Thomas \| Team Sky \| + 19s \| \| \| 6. \| Lieuwe Westra \| Astana \| + 24s \| \| \| 7. \| Dries Devenyns \| IAM Cycling \| + 25s \| \| \| 8. \| Rafał Majka \| Tinkoff \| + 27s \| \| \| 9. \| Richie Porte \| BMC Racing Team \| + 27s \| \| \| 10. \| Tim Wellens \| Lotto-Soudal \| + 28s \| \| |                  |                 |           |
| |                  |                 |           |
| Fonte: ProCyclingStats |                  |                 |           |
| Classificação geral |                  |                 |           |
| Ciclista | Ciclista         | Equipe          | Tempo     |
| 1. | Michael Matthews | Orica-GreenEDGE | 14h24m15s |
| 2. | Tom Dumoulin     | Giant-Alpecin   | + 14s     |
| 3. | Patrick Bevin    | Cannondale      | + 19s     |
| 4. | Ion Izagirre     | Movistar Team   | + 19s     |
| 5. | Geraint Thomas   | Team Sky        | + 19s     |
| 6. | Lieuwe Westra    | Astana          | + 24s     |
| 7. | Dries Devenyns   | IAM Cycling     | + 25s     |
| 8. | Rafał Majka      | Tinkoff         | + 27s     |
| 9. | Richie Porte     | BMC Racing Team | + 27s     |
| 10. | Tim Wellens      | Lotto-Soudal    | + 28s     |

### Etapa 5
| Saint-Paul-Trois-Châteaux - Salon-de-Provence | média montanha | (198 km) |

| \| Classificação por etapas \| Classificação por etapas \| Classificação por etapas \| Classificação por etapas \| Classificação por etapas \| \| Ciclista \| Ciclista \| Equipe \| Tempo \| \| \| ------------------------ \| ------------------------ \| ---------------------------- \| ------------------------ \| ------------------------ \| \| 1. \| Alexey Lutsenko \| Astana \| 5h00m26s \| \| \| 2. \| Alexander Kristoff \| Katusha \| + 21s \| \| \| 3. \| Michael Matthews \| Orica-GreenEDGE \| + 21s \| \| \| 4. \| Davide Cimolai \| Lampre-Merida \| + 21s \| \| \| 5. \| Sep Vanmarcke \| LottoNL-Jumbo \| + 21s \| \| \| 6. \| Pieter Serry \| Etixx-Quick Step \| + 21s \| \| \| 7. \| Vicente Reynès \| IAM Cycling \| + 21s \| \| \| 8. \| Leonardo Duque \| Delko-Marseille Provence-KTM \| + 21s \| \| \| 9. \| Oliver Naesen \| IAM Cycling \| + 21s \| \| \| 10. \| Arnold Jeannesson \| Cofidis, Solutions Crédits \| + 21s \| \| |                    |                              |          |
| |                    |                              |          |
| Fonte: ProCyclingStats |                    |                              |          |
| Classificação por etapas |                    |                              |          |
| Ciclista | Ciclista           | Equipe                       | Tempo    |
| 1. | Alexey Lutsenko    | Astana                       | 5h00m26s |
| 2. | Alexander Kristoff | Katusha                      | + 21s    |
| 3. | Michael Matthews   | Orica-GreenEDGE              | + 21s    |
| 4. | Davide Cimolai     | Lampre-Merida                | + 21s    |
| 5. | Sep Vanmarcke      | LottoNL-Jumbo                | + 21s    |
| 6. | Pieter Serry       | Etixx-Quick Step             | + 21s    |
| 7. | Vicente Reynès     | IAM Cycling                  | + 21s    |
| 8. | Leonardo Duque     | Delko-Marseille Provence-KTM | + 21s    |
| 9. | Oliver Naesen      | IAM Cycling                  | + 21s    |
| 10. | Arnold Jeannesson  | Cofidis, Solutions Crédits   | + 21s    |

| \| Classificação geral \| Classificação geral \| Classificação geral \| Classificação geral \| Classificação geral \| \| Ciclista \| Ciclista \| Equipe \| Tempo \| \| \| ------------------- \| ------------------- \| ------------------- \| ------------------- \| ------------------- \| \| 1. \| Michael Matthews \| Orica-GreenEDGE \| 19h24m58s \| \| \| 2. \| Alexey Lutsenko \| Astana \| + 6s \| \| \| 3. \| Tom Dumoulin \| Giant-Alpecin \| + 18s \| \| \| 4. \| Patrick Bevin \| Cannondale \| + 23s \| \| \| 5. \| Ion Izagirre \| Movistar Team \| + 23s \| \| \| 6. \| Geraint Thomas \| Team Sky \| + 23s \| \| \| 7. \| Lieuwe Westra \| Astana \| + 28s \| \| \| 8. \| Dries Devenyns \| IAM Cycling \| + 29s \| \| \| 9. \| Rafał Majka \| Tinkoff \| + 31s \| \| \| 10. \| Richie Porte \| BMC Racing Team \| + 31s \| \| |                  |                 |           |
| |                  |                 |           |
| Fonte: ProCyclingStats |                  |                 |           |
| Classificação geral |                  |                 |           |
| Ciclista | Ciclista         | Equipe          | Tempo     |
| 1. | Michael Matthews | Orica-GreenEDGE | 19h24m58s |
| 2. | Alexey Lutsenko  | Astana          | + 6s      |
| 3. | Tom Dumoulin     | Giant-Alpecin   | + 18s     |
| 4. | Patrick Bevin    | Cannondale      | + 23s     |
| 5. | Ion Izagirre     | Movistar Team   | + 23s     |
| 6. | Geraint Thomas   | Team Sky        | + 23s     |
| 7. | Lieuwe Westra    | Astana          | + 28s     |
| 8. | Dries Devenyns   | IAM Cycling     | + 29s     |
| 9. | Rafał Majka      | Tinkoff         | + 31s     |
| 10. | Richie Porte     | BMC Racing Team | + 31s     |

### Etapa 6
| Nice - Sanctuaire de la Madone d'Utelle | alta montanha | (177 km) |

| \| Classificação por etapas \| Classificação por etapas \| Classificação por etapas \| Classificação por etapas \| Classificação por etapas \| \| Ciclista \| Ciclista \| Equipe \| Tempo \| \| \| ------------------------ \| ------------------------ \| ------------------------ \| ------------------------ \| ------------------------ \| \| 1. \| Ilnur Zakarin \| Katusha \| 4h45m11s \| \| \| 2. \| Geraint Thomas \| Team Sky \| + 0s \| \| \| 3. \| Alberto Contador \| Tinkoff \| + 1s \| \| \| 4. \| Richie Porte \| BMC Racing Team \| + 7s \| \| \| 5. \| Sergio Henao \| Team Sky \| + 10s \| \| \| 6. \| Simon Yates \| Orica-GreenEDGE \| DQ \| \| \| 7. \| Rui Costa \| Lampre-Merida \| + 31s \| \| \| 8. \| Romain Bardet \| AG2R La Mondiale \| + 31s \| \| \| 9. \| Ion Izagirre \| Movistar Team \| + 31s \| \| \| 10. \| Tony Gallopin \| Lotto-Soudal \| + 31s \| \| |                  |                  |          |
| |                  |                  |          |
| Fonte: ProCyclingStats |                  |                  |          |
| Classificação por etapas |                  |                  |          |
| Ciclista | Ciclista         | Equipe           | Tempo    |
| 1. | Ilnur Zakarin    | Katusha          | 4h45m11s |
| 2. | Geraint Thomas   | Team Sky         | + 0s     |
| 3. | Alberto Contador | Tinkoff          | + 1s     |
| 4. | Richie Porte     | BMC Racing Team  | + 7s     |
| 5. | Sergio Henao     | Team Sky         | + 10s    |
| 6. | Simon Yates      | Orica-GreenEDGE  | DQ       |
| 7. | Rui Costa        | Lampre-Merida    | + 31s    |
| 8. | Romain Bardet    | AG2R La Mondiale | + 31s    |
| 9. | Ion Izagirre     | Movistar Team    | + 31s    |
| 10. | Tony Gallopin    | Lotto-Soudal     | + 31s    |

| \| Classificação geral \| Classificação geral \| Classificação geral \| Classificação geral \| Classificação geral \| \| Ciclista \| Ciclista \| Equipe \| Tempo \| \| \| ------------------- \| ------------------- \| ------------------- \| ------------------- \| ------------------- \| \| 1. \| Geraint Thomas \| Team Sky \| 24h10m26s \| \| \| 2. \| Alberto Contador \| Tinkoff \| + 15s \| \| \| 3. \| Ilnur Zakarin \| Katusha \| + 20s \| \| \| 4. \| Richie Porte \| BMC Racing Team \| + 21s \| \| \| 5. \| Tom Dumoulin \| Giant-Alpecin \| + 32s \| \| \| 6. \| Ion Izagirre \| Movistar Team \| + 37s \| \| \| 7. \| Sergio Henao \| Team Sky \| + 39s \| \| \| 8. \| Simon Yates \| Orica-GreenEDGE \| DQ \| \| \| 9. \| Tony Gallopin \| Lotto-Soudal \| + 51s \| \| \| 10. \| Romain Bardet \| AG2R La Mondiale \| + 1m00s \| \| |                  |                  |           |
| |                  |                  |           |
| Fonte: ProCyclingStats |                  |                  |           |
| Classificação geral |                  |                  |           |
| Ciclista | Ciclista         | Equipe           | Tempo     |
| 1. | Geraint Thomas   | Team Sky         | 24h10m26s |
| 2. | Alberto Contador | Tinkoff          | + 15s     |
| 3. | Ilnur Zakarin    | Katusha          | + 20s     |
| 4. | Richie Porte     | BMC Racing Team  | + 21s     |
| 5. | Tom Dumoulin     | Giant-Alpecin    | + 32s     |
| 6. | Ion Izagirre     | Movistar Team    | + 37s     |
| 7. | Sergio Henao     | Team Sky         | + 39s     |
| 8. | Simon Yates      | Orica-GreenEDGE  | DQ        |
| 9. | Tony Gallopin    | Lotto-Soudal     | + 51s     |
| 10. | Romain Bardet    | AG2R La Mondiale | + 1m00s   |

### Etapa 7
| Nice - Nice | média montanha | (134 km) |

| \| Classificação por etapas \| Classificação por etapas \| Classificação por etapas \| Classificação por etapas \| Classificação por etapas \| \| Ciclista \| Ciclista \| Equipe \| Tempo \| \| \| ------------------------ \| ------------------------ \| -------------------------- \| ------------------------ \| ------------------------ \| \| 1. \| Tim Wellens \| Lotto-Soudal \| 3h16m09s \| \| \| 2. \| Alberto Contador \| Tinkoff \| + 0s \| \| \| 3. \| Richie Porte \| BMC Racing Team \| + 0s \| \| \| 4. \| Tony Gallopin \| Lotto-Soudal \| + 5s \| \| \| 5. \| Simon Yates \| Orica-GreenEDGE \| + 5s \| \| \| 6. \| Arnold Jeannesson \| Cofidis, Solutions Crédits \| + 5s \| \| \| 7. \| Rui Costa \| Lampre-Merida \| + 5s \| \| \| 8. \| Jesús Herrada \| Movistar Team \| + 5s \| \| \| 9. \| Romain Bardet \| AG2R La Mondiale \| + 5s \| \| \| 10. \| Ion Izagirre \| Movistar Team \| + 5s \| \| |                   |                            |          |
| |                   |                            |          |
| Fonte: ProCyclingStats |                   |                            |          |
| Classificação por etapas |                   |                            |          |
| Ciclista | Ciclista          | Equipe                     | Tempo    |
| 1. | Tim Wellens       | Lotto-Soudal               | 3h16m09s |
| 2. | Alberto Contador  | Tinkoff                    | + 0s     |
| 3. | Richie Porte      | BMC Racing Team            | + 0s     |
| 4. | Tony Gallopin     | Lotto-Soudal               | + 5s     |
| 5. | Simon Yates       | Orica-GreenEDGE            | + 5s     |
| 6. | Arnold Jeannesson | Cofidis, Solutions Crédits | + 5s     |
| 7. | Rui Costa         | Lampre-Merida              | + 5s     |
| 8. | Jesús Herrada     | Movistar Team              | + 5s     |
| 9. | Romain Bardet     | AG2R La Mondiale           | + 5s     |
| 10. | Ion Izagirre      | Movistar Team              | + 5s     |

| \| Classificação geral \| Classificação geral \| Classificação geral \| Classificação geral \| Classificação geral \| \| Ciclista \| Ciclista \| Equipe \| Tempo \| \| \| ------------------- \| ------------------- \| ------------------- \| ------------------- \| ------------------- \| \| 1. \| Geraint Thomas \| Team Sky \| 27h26m40s \| \| \| 2. \| Alberto Contador \| Tinkoff \| + 4s \| \| \| 3. \| Richie Porte \| BMC Racing Team \| + 12s \| \| \| 4. \| Ilnur Zakarin \| Katusha \| + 20s \| \| \| 5. \| Ion Izagirre \| Movistar Team \| + 37s \| \| \| 6. \| Sergio Henao \| Team Sky \| + 44s \| \| \| 7. \| Simon Yates \| Orica-GreenEDGE \| + 44s \| \| \| 8. \| Tony Gallopin \| Lotto-Soudal \| + 51s \| \| \| 9. \| Romain Bardet \| AG2R La Mondiale \| + 1m00s \| \| \| 10. \| Rui Costa \| Lampre-Merida \| + 1m07s \| \| |                  |                  |           |
| |                  |                  |           |
| Fonte: ProCyclingStats |                  |                  |           |
| Classificação geral |                  |                  |           |
| Ciclista | Ciclista         | Equipe           | Tempo     |
| 1. | Geraint Thomas   | Team Sky         | 27h26m40s |
| 2. | Alberto Contador | Tinkoff          | + 4s      |
| 3. | Richie Porte     | BMC Racing Team  | + 12s     |
| 4. | Ilnur Zakarin    | Katusha          | + 20s     |
| 5. | Ion Izagirre     | Movistar Team    | + 37s     |
| 6. | Sergio Henao     | Team Sky         | + 44s     |
| 7. | Simon Yates      | Orica-GreenEDGE  | + 44s     |
| 8. | Tony Gallopin    | Lotto-Soudal     | + 51s     |
| 9. | Romain Bardet    | AG2R La Mondiale | + 1m00s   |
| 10. | Rui Costa        | Lampre-Merida    | + 1m07s   |

## Classificações finais
- As classificações finalizaram da seguinte forma:[7]

### Classificação geral
| \| Classificação geral \| Classificação geral \| Classificação geral \| Classificação geral \| Classificação geral \| \| Ciclista \| Ciclista \| Equipe \| Tempo \| \| \| ------------------- \| ------------------- \| ------------------- \| ------------------- \| ------------------- \| \| 1. \| Geraint Thomas \| Team Sky \| 27h26m40s \| \| \| 2. \| Alberto Contador \| Tinkoff \| + 4s \| \| \| 3. \| Richie Porte \| BMC Racing Team \| + 12s \| \| \| 4. \| Ilnur Zakarin \| Katusha \| + 20s \| \| \| 5. \| Ion Izagirre \| Movistar Team \| + 37s \| \| \| 6. \| Sergio Henao \| Team Sky \| + 44s \| \| \| 7. \| Simon Yates \| Orica-GreenEDGE \| + 44s \| \| \| 8. \| Tony Gallopin \| Lotto-Soudal \| + 51s \| \| \| 9. \| Romain Bardet \| AG2R La Mondiale \| + 1m00s \| \| \| 10. \| Rui Costa \| Lampre-Merida \| + 1m07s \| \| |                  |                  |           |
| |                  |                  |           |
| Fontes: ProCyclingStats Cycling Quotient Cycling Archives |                  |                  |           |
| Classificação geral |                  |                  |           |
| Ciclista | Ciclista         | Equipe           | Tempo     |
| 1. | Geraint Thomas   | Team Sky         | 27h26m40s |
| 2. | Alberto Contador | Tinkoff          | + 4s      |
| 3. | Richie Porte     | BMC Racing Team  | + 12s     |
| 4. | Ilnur Zakarin    | Katusha          | + 20s     |
| 5. | Ion Izagirre     | Movistar Team    | + 37s     |
| 6. | Sergio Henao     | Team Sky         | + 44s     |
| 7. | Simon Yates      | Orica-GreenEDGE  | + 44s     |
| 8. | Tony Gallopin    | Lotto-Soudal     | + 51s     |
| 9. | Romain Bardet    | AG2R La Mondiale | + 1m00s   |
| 10. | Rui Costa        | Lampre-Merida    | + 1m07s   |

### Classificação por pontos
| Classificação por pontos | Classificação por pontos | Classificação por pontos | Classificação por pontos | Classificação por pontos |
| Ciclista                 | Ciclista                 | Equipe                   | Pontos                   |                          |
| ------------------------ | ------------------------ | ------------------------ | ------------------------ | ------------------------ |
| 1.                       | Michael Matthews         | Orica-GreenEDGE          | 53 pts                   |                          |
| 2.                       | Alberto Contador         | Tinkoff                  | 23 pts                   |                          |
| 3.                       | Ben Swift                | Team Sky                 | 22 pts                   |                          |
| 4.                       | Alexey Lutsenko          | Astana                   | 18 pts                   |                          |
| 5.                       | Geraint Thomas           | Team Sky                 | 18 pts                   |                          |
| 6.                       | Richie Porte             | BMC Racing Team          | 16 pts                   |                          |
| 7.                       | Jesús Herrada            | Movistar Team            | 16 pts                   |                          |
| 8.                       | Ilnur Zakarin            | Katusha                  | 15 pts                   |                          |
| 9.                       | Tim Wellens              | Lotto-Soudal             | 15 pts                   |                          |
| 10.                      | Tom Dumoulin             | Giant-Alpecin            | 12 pts                   |                          |

### Classificação da montanha
| Classificação da montanha | Classificação da montanha | Classificação da montanha    | Classificação da montanha | Classificação da montanha |
| Ciclista                  | Ciclista                  | Equipe                       | Pontos                    |                           |
| ------------------------- | ------------------------- | ---------------------------- | ------------------------- | ------------------------- |
| 1.                        | Antoine Duchesne          | Direct Énergie               | 78 pts                    |                           |
| 2.                        | Jesús Herrada             | Movistar Team                | 51 pts                    |                           |
| 3.                        | Thomas De Gendt           | Lotto-Soudal                 | 49 pts                    |                           |
| 4.                        | Arnaud Courteille         | FDJ                          | 20 pts                    |                           |
| 5.                        | Evaldas Šiškevičius       | Delko-Marseille Provence-KTM | 18 pts                    |                           |
| 6.                        | Tim Wellens               | Lotto-Soudal                 | 16 pts                    |                           |
| 7.                        | Ilnur Zakarin             | Katusha                      | 14 pts                    |                           |
| 8.                        | Alberto Contador          | Tinkoff                      | 14 pts                    |                           |
| 9.                        | Florian Vachon            | Fortuneo-Vital Concept       | 13 pts                    |                           |
| 10.                       | Cyril Gautier             | AG2R La Mondiale             | 12 pts                    |                           |

### Classificação por equipas
| Classificação por equipes | Classificação por equipes | Classificação por equipes | Classificação por equipes |
| Equipe                    | Equipe                    | Tempo                     |                           |
| ------------------------- | ------------------------- | ------------------------- | ------------------------- |
| 1.                        | Movistar Team             | 14h02m32s                 |                           |
| 2.                        | Astana                    | + 41s                     |                           |
| 3.                        | Sky                       | + 3m11s                   |                           |
| 4.                        | Cannondale                | + 5m33s                   |                           |
| 5.                        | AG2R La Mondiale          | + 10m53s                  |                           |
| 6.                        | Lampre-Merida             | + 13m28s                  |                           |
| 7.                        | Lotto-Soudal              | + 21m05s                  |                           |
| 8.                        | Tinkoff                   | + 21m59s                  |                           |
| 9.                        | Katusha                   | + 24m10s                  |                           |
| 10.                       | Lotto NL-Jumbo            | + 24m11s                  |                           |

## Evolução das classificações
| Etapa (Vencedor)                 | Classificação geral | Classificação por pontos | Classificação da montanha | Classificação por equipas |
| -------------------------------- | ------------------- | ------------------------ | ------------------------- | ------------------------- |
| Prólogo (CRI) (Michael Matthews) | Michael Matthews    | Michael Matthews         | não se entregou           | Movistar                  |
| 1.ª etapa (Arnaud Démare)        | Michael Matthews    | Michael Matthews         | Ion Izagirre              | Movistar                  |
| 2.ª etapa (Michael Matthews)     | Michael Matthews    | Michael Matthews         | Ion Izagirre              | Movistar                  |
| 3.ª etapa (etapa cancelada)      | Michael Matthews    | Michael Matthews         | Ion Izagirre              | Movistar                  |
| 4.ª etapa (Nacer Bouhanni)       | Michael Matthews    | Michael Matthews         | Evaldas Šiškevicius       | Movistar                  |
| 5.ª etapa (Alexey Lutsenko)      | Michael Matthews    | Michael Matthews         | Jesús Herrada             | Astana                    |
| 6.ª etapa (Ilnur Zakarin)        | Geraint Thomas      | Michael Matthews         | Antoine Duchesne          | Sky                       |
| 7.ª etapa (Tim Wellens)          | Geraint Thomas      | Michael Matthews         | Antoine Duchesne          | Movistar                  |
| Final                            | Geraint Thomas      | Michael Matthews         | Antoine Duchesne          | Movistar                  |

## UCI World Tour
A Paris-Nice outorga pontos para o UCI WorldTour de 2016, para corredores de equipas nas categorias UCI ProTeam, Profissional Continental e Equipas Continentais. As seguintes tabelas são o barómetro de pontuação e os corredores que obtiveram pontos:
| Posição             | 1.ª | 2.ª | 3.ª | 4.ª | 5.ª | 6.ª | 7.ª | 8.ª | 9.ª | 10.ª |
| Classificação geral | 100 | 80  | 70  | 60  | 50  | 40  | 30  | 20  | 10  | 4    |
| Por etapa           | 6   | 4   | 2   | 1   | 1   |     |     |     |     |      |

| Classificação | Classificação     | Classificação    | Classificação | Classificação | Classificação |
| Posição       | Ciclista          | Equipa           | Geral         | Etapa         | Total         |
| ------------- | ----------------- | ---------------- | ------------- | ------------- | ------------- |
| 1.º           | Geraint Thomas    | Team Sky         | 100           | 4             | 104           |
| 2.º           | Alberto Contador  | Tinkoff          | 80            | 6             | 86            |
| 3.º           | Richie Porte      | BMC Racing       | 70            | 3             | 73            |
| 4.º           | Ilnur Zakarin     | Team Katusha     | 60            | 6             | 66            |
| 5.º           | Ion Izagirre      | Movistar Team    | 50            | 1             | 51            |
| 6.º           | Sergio Luis Henao | Team Sky         | 40            | 1             | 41            |
| 7.º           | Simon Yates       | Orica GreenEDGE  | 30            | 1             | 31            |
| 8.º           | Tony Gallopin     | Lotto Soudal     | 20            | 1             | 21            |
| 9.º           | Romain Bardet     | AG2R La Mondiale | 10            | -             | 10            |
| 10.º          | Rui Costa         | Lampre-Merida    | 4             | -             | 4             |

Ademais, também outorgou pontos para o UCI World Ranking (classificação global de todas as corridas internacionais).
| Posição             | 1.º | 2.º | 3.º | 4.º | 5.º | 6.º | 7.º | 8.º | 9.º | 10.º |
| Classificação geral | 500 | 400 | 325 | 275 | 225 | 175 | 150 | 125 | 100 | 85   |
| Por etapa           | 60  | 25  | 10  |     |     |     |     |     |     |      |
| Líder               | 10  |     |     |     |     |     |     |     |     |      |

| Classificação | Classificação     | Classificação    | Classificação | Classificação | Classificação | Classificação |
| Posição       | Ciclista          | Equipa           | Geral         | Etapa         | Líder         | Total         |
| ------------- | ----------------- | ---------------- | ------------- | ------------- | ------------- | ------------- |
| 1.º           | Geraint Thomas    | Team Sky         | 500           | 25            | 10            | 535           |
| 2.º           | Alberto Contador  | Tinkoff          | 400           | 35            | -             | 435           |
| 3.º           | Ilnur Zakarin     | Team Katusha     | 275           | 60            | -             | 345           |
| 4.º           | Richie Porte      | BMC Racing       | 325           | 10            | -             | 335           |
| 5.º           | Ion Izagirre      | Movistar Team    | 225           | -             | -             | 225           |
| 6.º           | Michael Matthews  | Orica GreenEDGE  | -             | 130           | 60            | 190           |
| 7.º           | Sergio Luis Henao | Team Sky         | 175           | -             | -             | 175           |
| 8.º           | Simon Yates       | Orica GreenEDGE  | 150           | -             | -             | 150           |
| 9.º           | Tony Gallopin     | Lotto Soudal     | 125           | -             | -             | 125           |
| 10.º          | Romain Bardet     | AG2R La Mondiale | 100           | -             | -             | 100           |